# Xã East Caln, Quận Chester, Pennsylvania
Xã East Caln (tiếng Anh: East Caln Township) là một xã thuộc quận Chester, tiểu bang Pennsylvania, Hoa Kỳ. Năm 2010, dân số của xã này là 4.838 người.